# FC Hammamet
Der Football Club Hammamet (arabisch نادي كرة القدم بالحمامات, DMG nādī kurat al-qadam bi-l-Ḥammāmāt), kurz FC Hammamet, ist ein tunesischer Fußballverein aus Hammamet. Der Verein wurde 2001 gegründet und spielt derzeit in der dritthöchsten Liga Tunesiens.

## Gründung
Die Fußballabteilung des AS Hammamet wurde lange vernachlässigt, da der Verein seinen Fokus auf Basketball und Handball legte. Sie wurde 2001 aufgelöst, woraufhin Fußballfans aus der Stadt im selben Jahr einen eigenen Verein gründeten.

## Erfolge
- Dritthöchste Liga (Gruppe Centre)
  - 2013 – Meister
- Vierthöchste Liga (Nord-Ost)
  - 2012 – Meister
- Tunesischer Fußball-Pokal
  - Achtelfinale: 2017